# 木下華声
木下 華声（きのした かせい、1911年〈明治44年〉7月6日 - 1986年〈昭和61年〉5月27日）は、物真似師、漫談家。本名は長谷川 栄太郎。一時は、2代目江戸家猫八を襲名していた。
落語研究家の野村無名庵はおじにあたる。また、久保田万太郎、鴨下晁湖、阿木翁助等に愛された浅草の豚カツ屋、「柳とんかつ」の主人はいとこ。

## 経歴・人物
東京出身。父は柳派の寄席の五厘(事務員)をやっていた2代目春風亭大与枝で、芸人のプロデューサー的な役割を担っていて「頭取」と呼ばれ、落語界に大きな力を持っていた。彼の功績には、3代目柳家小さんを真打にして世に出したこと、当時皇族向けにしか芸を見せず「御止芸」といわれていた「琵琶節」を寄席に出したこと、そして大道で芸をしていた初代江戸家猫八を発掘して寄席に出したこと、などがあるという。また、初代快楽亭ブラック、毒婦・花井お梅、日清戦争の英雄・原田重吉などを寄席に出演させたのも、大与枝だという。
だが、1917年（大正6年）に大与枝は初代伊藤痴遊と衝突。「五厘」は不要となり、一家は没落する。
そのため、2代目三遊亭金馬に入門し、三遊亭金時と名乗った。後に5代目三升家小勝の門で勝頼と名乗る。
大正14、15年頃に、父の縁がある初代江戸家猫八一座で小猫八と名乗る。
1931年（昭和6年）に2代目を襲名し上野鈴本演芸場で襲名披露を行なう。だが、1933年（昭和8年）、「東宝名人会」に出演するにあたり、「猫八」という名前は「砂の芸(大道芸)の名前だから」と言われて拒否される。そのため、久保田万太郎に相談して徳川夢声の向こうを張った「木下華声」の名をもらって一時的に名乗る。以降、「物真似」以外の仕事をする際は、この名前を使うこととなった。
この頃、夢声主催の「談譚集団」という漫談研究会に入り、5代目蝶花楼馬楽（後の林家彦六）らと漫談修行をする。
1935年（昭和10年）には「あきれたぼういず」等のボーイズ物の流行にのり、吉本興業（東京吉本）に入社して「ザツオン・ブラザース」を結成。1940年(昭和15)には松竹系の新興演芸に移り、やはりボーイズの「あひる艦隊」を結成。
また、物真似芸を活かしてPCL・東宝映画で「効果」の仕事を多くし、山本嘉次郎監督の『吾輩は猫である』(1936年)では猫の鳴き声を担当した。
1944年（昭和19年）に浅草・常盤座で軽演劇の俳優をやり、左卜全と共演。また同年に「教育召集」され、歩兵軽機関銃部隊に配属される。同じ隊に、木谷実、並木一路、今井正がいた。朝鮮に配置されるが3ヶ月で除隊。
なお、1945年（昭和20年）の終戦間際に「8月15日入隊」の召集令状が来たため、親友で日本放送協会（NHK）の名アナウンサーの和田信賢に別れの挨拶にいったところ、いわゆる「玉音放送」の進行を担当することになっていた和田は「心配ないよ。戦争はもうすぐ終りだ」と内緒で教えた。8月12日には、NHKラジオで「猫八入隊」の特別番組に出演したが、終戦が近いことを知っているスタッフから「米軍機撃墜や、東條英機の物真似は止めてくれ」といわれたという。
また、戦後は古川ロッパの劇団で本名の「岡田六郎」名で役者をやっていた初代猫八の実子を弟子にして芸を伝え、1950年（昭和25年）に3代目の名を譲る。
以後は「木下華声」一本で漫談、声帯模写に活躍した。NHKラジオでは、2代目広沢虎造、榎本健一、3代目金馬、大河内伝次郎、5代目小さんらの声帯模写をしながら、「石川五右衛門」などのストーリーを演じた。
1969年（昭和44年）頃からは「巷談」と称して、市井の出来事や芸人の内幕などを話す芸を行った。
幼少期からの芸人であったこともあり、また、様々な仕事をしたため芸界に交流が深く、久保田万太郎に可愛がられ、また、高見順、安藤鶴夫らとも懇意な仲であった。また、徳川夢声、榎本健一、山本嘉次郎らからも目をかけられた。
また、和田信賢、5代目一龍斎貞丈とは兄弟分の仲。2代目虎造（まだ売り出す前からの交友）、4代目鈴々舎馬風、森川信らが親友で、その他にも多くの芸人と親交があった。
森川信とは、2人で戦争中に、サトウハチローの弟で破滅的な生き方をした佐藤節の世話になったこともあった。墓所は雑司ヶ谷霊園。
弟子にはタイヘイトリオの洋児がいる。その弟子筋はタイヘイ一門といわれ多くの弟子を育てた。

## 出演
- フランケンシュタインの怪獣 サンダ対ガイラ（1966年、東宝） - 子供のサンダの声[1]
- うちのひと がっこうのひと（1966年 - 1971年、NHK教育） - こいぬのカッペーくん
- 空ゆく雲（1967年1月3日、NHK総合）
- 熱中時代 第2シリーズ 第15話「熱中先生と冷たい女たち」（1980年、NTV） - おでん屋の夫婦